# Jessica Cox
Jessica Cox là một diễn giả truyền cảm hứng, một  phi công không có tay đầu tiên trên thế giới, đồng thời cô cũng là người được đai đen không tay đầu tiên của Hiệp hội Taekwondo Hoa Kỳ (ATA Martial Arts). Cô sinh ra không có tay do Bất thường bẩm sinh hiếm gặp

## Tiểu sử
Jessica Cox sinh ra và lớn lên tại Arizona. Kết quả từng đợt xét nghiệm tiền sinh cũng như các đợt siêu âm thai định kỳ của mẹ cô đều không có bất kỳ một dấu hiệu khác thường nào, vậy mà khi Jesssica được sinh ra, cơ thể lại khuyết mất hai cánh tay – một trường hợp khuyết tật bẩm sinh hiếm gặp.
Khi cô 3 tuổi, cô được bố mẹ cho theo học nhiều lớp thể dục dụng cụ, và khi lên 6 tuổi, cô được học nhảy thiết hài (tap dance).
Jessica được gắn những cánh tay nhân tạo để hoạt động thuận tiện hơn, nhưng đã không sử dụng cánh tay giả kể từ khi cô 14 tuổi với lý do "Đeo những cánh tay giả này càng làm tôi cảm thấy mình không giống như những người bình thường. Tôi muốn đối mặt với hiện thực cuộc sống". Ngày đầu tiên khi cô vào lớp 8, cô cuối cùng cũng hạ quyết tâm tháo cánh tay ra trước khi bắt xe buýt đến trường. Sử dụng chân như hầu hết mọi người sử dụng tay, Jessica tự tin và năng nổ tham gia thêm các lớp học võ Taekwondo, bơi lội, và thậm chí là học lái xe ô tô. Lần đầu tiên khi cô tập lái, cô được khuyến khích cải tạo lại xe để phù hợp với khiếm khuyết ở trên cơ thể. Sau này, cô thi lấy bằng và hoàn toàn có thể lái một chiếc ô tô bình thường. Cô ấy có thể gõ bàn phím với tốc độ 25 từ/phút, tự bơm xăng, và tháo kính áp tròng
Sau khi học xong trung học, Jessica Cox đăng ký vào Đại học Arizona để học ngành Tâm lý học. Jessica Cox tốt nghiệp Đại học Arizona năm 2005 với bằng cử nhân tâm lý học và chuyên ngành truyền thông.
Năm 2010, Jessica gặp Patrick Chamberlain, Huấn luyện viên Taekwondo và cả hai kết hôn vào năm 2012. Sau khi kết hôn, cả hai sống cùng nhau ở Tucson, Arizona.

## Nghề nghiệp

### Nữ phi công không tay
Cô bị hội chứng sợ bay từ khi còn nhỏ, cô bị ám ảnh bởi cảm giác đau đầu ù tai kéo dài khi đi máy bay. Tuy nhiên, cuộc sống Jessica đã bước sang trang mới khi một cựu phi công lái máy bay chiến đấu, tên là Robin Stoddard thuộc tổ chức từ thiện "Wright Flight" – một tổ chức Hàng không phi lợi nhuận có trụ sở tại Tucson, Arizona tìm đến cô vào năm 2005 sau buổi diễn thuyết tại tổ chức phi lợi nhuận Rotary đã cho cô cơ hội học lái máy bay. Bất đắc dĩ và rất do dự lúc đầu, Jessica Cox lại biến suy nghĩ tiêu cực thành điều tích cực. Cuối cùng cô nhận ra rằng đó là một thách thức mới cần vượt qua.
Jessica tập lái chiếc ERCO 415-C Ercoupe hạng nhẹ, không giống như những loại máy bay khác, Ercoupe không cần dùng tới các cần đạp bánh lái để điều khiển hướng, không yêu cầu người lái phải dùng cả tay và chân kết hợp để điều khiển, cô chỉ cần dùng chân là đã có thể lái được chiếc máy bay này.
Thông thường sẽ mất 6 tháng luyện tập để thi lấy bằng lái máy bay hạng nhẹ, nhưng Jessica Cox mất 3 năm để hoàn thành khóa đào tạo của mình với sự giúp đỡ của người hướng dẫn là Parrish Traweek. Cô đã vượt qua kỳ kiểm tra vào ngày 10 tháng 10 năm 2008 và được cấp bằng lái máy bay thể thao từ Cục Hàng không Liên bang (loại bằng không cần người thi phải trải qua các bài kiểm tra thể chất, họ chỉ cần làm các bài kiểm tra trên giấy và kiểm tra miệng) và đủ điều kiện để lái một chiếc máy bay thể thao hạng nhẹ, có thể lái máy bay thể thao hạng nhẹ ở độ cao 10.000 feet. Sau khi có bằng lái máy bay, Jessica được đào tạo làm huấn luyện viên để giúp đỡ những người khuyết tật có ước muốn trở thành phi công.
Năm 2008, cô được Kỷ lục Guinness thế giới vinh danh là người phụ nữ đầu tiên trên thế giới lái máy bay bằng chân.

### Các hoạt động thể thao
Năm 10 tuổi, Cox bắt đầu tập luyện Taekwondo tại quê nhà Sierra Vista. Ở tuổi 14, cô đã giành được đai đen đầu tiên của mình. Trong thời gian học đại học tại Đại học Arizona, Cox bắt đầu tập lại Taekwondo. Kể từ đó, Cox đã giành được đai đen cấp độ thứ hai và thứ ba của Hiệp hội Taekwondo Hoa Kỳ (ATA Martial Arts). Cox cũng đã giành được danh hiệu Nhà vô địch bang Arizona năm 2014.
Năm 2014, Cox tham gia Xe đạp thể thao trong phân khúc 40 dặm của giải El Tour de Tucson. Cô cũng là một thợ lặn có bình dưỡng khí được chứng nhận.

### Diễn giả truyền cảm hứng
Sau khi học xong đại học, cô trở thành một Diễn giả truyền cảm hứng. Jessica truyền cảm hứng cho mọi người để đạt được ước mơ của họ, bất kể trong tình huống khó khăn thế nào đi nữa. Cô đã chia sẻ thông điệp của mình ở nhiều quốc gia khác nhau, tổ chức các hội thảo và hội nghị để truyền cảm hứng cho mọi người thay đổi tốt hơn.
Vào năm 2015, Cox đã xuất bản một cuốn sách có tên là Disarm Your Limits. để truyền cảm hứng cho mọi người vượt qua thử thách của chính họ thông qua những bài học mà cô ấy đã học được trong cuộc sống của mình.

## Ảnh hưởng
Cox là chủ đề của phim tài liệu Right Footed. Phim do nhà làm phim từng đoạt giải Emmy Nick Spark làm đạo diễn. Bộ phim tài liệu ghi lại cuộc đời, sự cố vấn, các chuyến đi nhân đạo của Cox đến Ethiopia và Philippines, cũng như những nỗ lực của cô để Công ước Quốc tế về Quyền của Người Khuyết tật (CRPD) được thông qua tại Thượng viện Hoa Kỳ.
Phát minh được cấp bằng sáng chế về "Hệ thống kiểm soát điều hướng phương tiện có độ cao thấp", cho phép mọi người lái xe ô tô mà không cần sử dụng phần thân trên của họ, do kỹ sư Reem Al Marzouqi lấy cảm hứng từ Cox.